# Daphnella grundifera
Daphnella grundifera là một loài ốc biển, là động vật thân mềm chân bụng sống ở biển trong họ Conidae.

## Phân bố
Tây Đại Tây Dương